# 南部麒次郎
南部麒次郎（日语：／ Nanbu Kijirō，1869年4月2日—1949年5月1日），日本帝國陸軍所屬枪械设计师，工程學博士，在日本因為對陸軍槍械現代化之功勳被日本人譽稱為日本的約翰·白朗寧，勳二等瑞寶章獲頒者，南部槍械製作所創辦人。

## 生平
生于肥前国（佐贺县）鍋島藩的士族家庭，为砲術家南部春雍的次子。幼年丧母，因家境贫困10歲開始在商店作童工，但同時仍繼續就學。在完成佐賀中學、干城學校的教育後，考入日本士官学校，為第二期砲兵科。在士官學校就學時，已表現出對兵器生產的高度興趣。
明治24年（1891年）7月20日畢業。明治25年（1892年）3月21日，晋升炮兵中尉。1897年以28岁之齡升少校并调入東京砲兵工廠，擔任有坂成章上校之部下，參與三十年式步槍研發工程，后受命将三十年式步槍改造為三十五年式海軍步槍。此後，南部麒次郎在東京砲兵工廠服務，並提出研發新型手槍替換已經老朽的二六式手槍。明治35年（1902），新型手槍試製成功，稱為南部大型自動手槍，但該型手槍未被採用，南部麒次郎將手槍設計繼續精進，在明治40年試製出南部小型自動手槍，並同時接受日本帝國陸海軍試用，雖然性能上被獲肯定，但是因為手槍製造成本較舊型手槍高昂甚多，陸軍大臣寺內正毅決定不予採用。但是日本帝國海軍陸戰隊則採購了一些南部大型自動手槍，小型自動手槍則投入民間槍械市場販售。
1914年因三年式重機槍，荣获工学博士及勋二等瑞宝章。1922年，晋升为中将，成为東京砲兵工廠（小石川東京砲兵工廠）提理，大正12年（1923）改任東京砲兵工廠火工廠廠長兼日本帝國陸軍科學研究所所長。大正13年（1924），南部麒次郎以中将军衔退役。在退役前，南部麒次郎作為兵工將領最後一件作品是十四年式手槍，雖然該槍在其退役前已設計測試完成，但是關東大地震重創了東京砲兵工廠產製機能，故當時未能量產。
退役後的南部麒次郎獲得大倉財閥董事長大倉喜八郎賞識，大倉財閥出資協助南部麒次郎在大正14年（1925）開辦“南部槍械制造所”（南部銃製造所），由於南部麒次郎有著豐富的生產經營與槍械研發經驗，加上日本陸軍在關東大地震後有部分軍工產能缺口，這些缺口很快的成為南部槍械製造所的業績，公司營運很快就步上正軌。
公司成立後，南部麒次郎就吉田智凖設計的十四年式手槍重新改良，研發出更加緊緻的九四式手槍，成為日本軍隊普遍採用的標準武器。在昭和11年（1936），南部槍械製造所收購同樣為製槍產業的昭和製作所，以及大倉財閥所屬的大成工業，合併後的槍廠稱為「中央工業」，除了公司原有的手槍研製作業外，南部麒次郎在昭和6年（1931）開始踏足機關槍的研製，經歷許多試製研改後，在昭和15年作為百式衝鋒槍量產。
二战之后，中央工业停止一切活动，實質解散。1946年（昭和21年），新中央工业（しんちゅうおうこうぎょう）作为中央工业的延续，按联军驻日本最高司令之命令为日本二战后自行生产的第一支警用左轮手枪进行设计和生产。该枪虽然称为新南部式（新南部M60转轮手枪），但基本仿自Smith&Wesson的M36/M60系列左轮手枪。并非为南部麒次郎设计。
因一生都在从事枪械研制，受长年枪炮爆炸噪音的影响，南部麒次郎晚年听力几乎全部丧失。1949年（昭和二十四年）5月，南部麒次郎去世，享壽79岁。

## 主要作品
- 手枪：南部陆式8mm半自动手枪（1902年，明治三十五年）
- 步槍：三八式步槍(1905年，明治三十八年) 九九式步槍(1939年，昭和十四年)
- 短機槍：百式衝鋒槍（1940年，昭和十五年）
- 轻机枪：十一式轻机枪（1922年，大正十一年）、九六式轻机枪（1936年，昭和十一年）、九九式轻机枪（1939年，昭和十四年）
- 重机枪：三年式重机枪(1914年，大正三年)、九二式重機槍(1932年，昭和七年)